# Tepalcatepec
Tepalcatepec – miasto w Meksyku, w stanie Michoacán, przy granicy ze stanem Jalisco. Siedziba gminy o tej samej nazwie. W 2020 roku miasto liczyło 17 293 mieszkańców.

## Geografia
Miasto jest położone w środkowo-zachodnim Meksyku, w zachodniej części stanu Michoacán, przy granicy ze stanem Jalisco, na wysokości 397 m n.p.m.

## Urodzeni w Tepalcatepec
- Salvador Rangel Mendoza – meksykański duchowny rzymskokatolicki;
- Sergio Magaña – meksykański dramaturg[3].